# Jendouba
Jendouba (arabisch جندوبة Ǧandūba, DMG Dschandūba), bis 1966 Souk El Arba (arabisch سوق الأربعاء), ist eine Stadt im Nordwesten Tunesiens. Sie liegt etwa 150 Kilometer westlich von Tunis und 50 Kilometer von der algerischen Grenze entfernt und hat rund 45.000 Einwohner. Die Stadt liegt in einer der fruchtbarsten Regionen Tunesiens, dem Tal  des Medjerda, und ist Hauptstadt des gleichnamigen Gouvernement Jendouba.

## Geschichte
Der Kern der Stadt begann sich vor Errichtung des französischen Protektorats Ende des 19. Jahrhunderts rund um einen kleinen Bahnhof auszubreiten. Sie entwickelte sich zunächst nördlich der Schienen und breitete sich nach und nach auch in Richtung Süden aus. Der alte Name, Souk El Arba, stammt vom mittwochs stattfindenden Markt der Stadt.
In der Region finden sich aber auch zahlreiche antike Ruinen wie die in der Nähe liegende Ausgrabung Bulla Regia, etwa acht Kilometer nordwestlich der Stadt.

## Kultur und Infrastruktur
An der Ausgrabungsstätte Bulla Regia befindet sich ein kleines Museum, welches sich vor allem Ausgrabungen aus der Umgebung ausstellt.
Die wichtigsten Veranstaltungen in Jendouba sind das Festival de Bulla Riga sowie das Festival de la médina de Jendouba.
In der Stadt befinden sich die Université de Jendouba sowie drei weiterführende Schulen: Das Lycée Nouvel Ère, das Lycée Khemaïs Elhajri und das Lycée 9 avril.

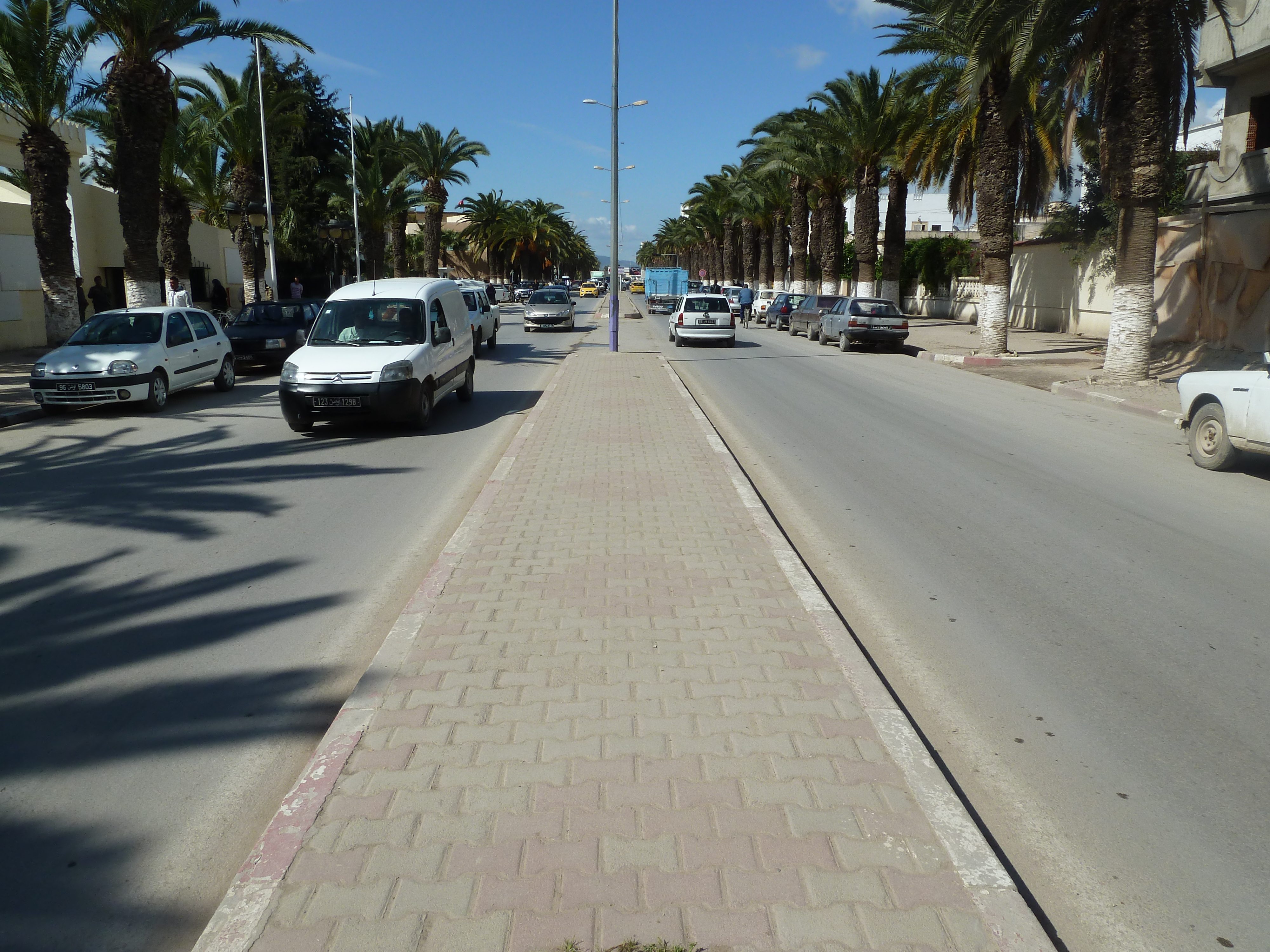
Eine der Hauptstraßen in Jendouba
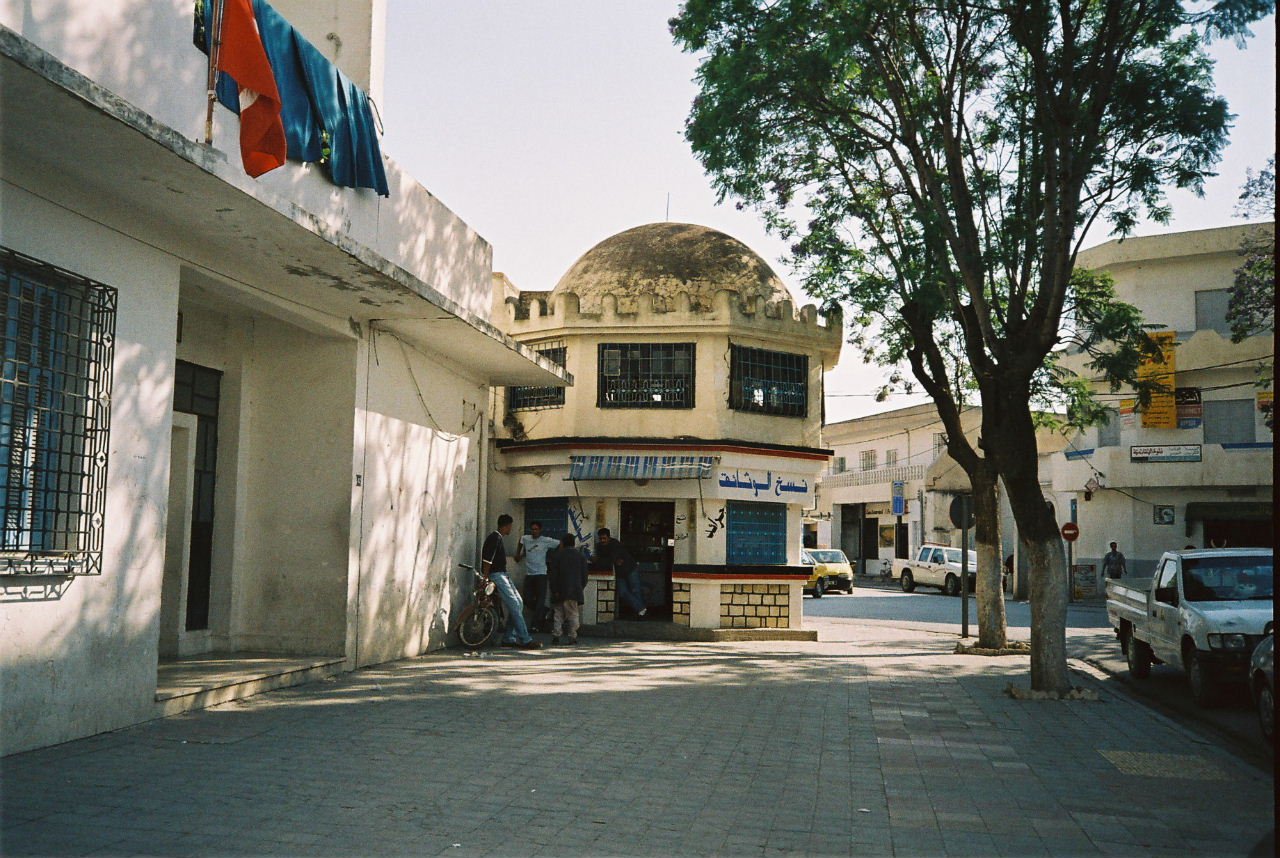
Innenstadt Jendoubas
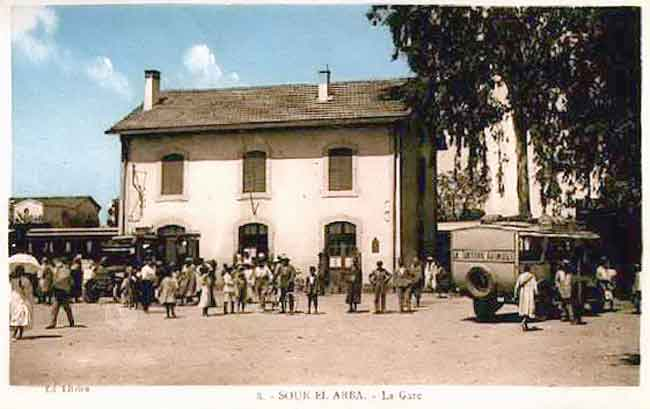
Souk el Arba

## Wirtschaft
Die Region um Jendouba lebt hauptsächlich von der Landwirtschaft. Auch die Industrie ist unter anderem durch eine Zuckerfabrik Arbeitgeber in der Region.

## Sport
Jendouba beherbergt den Sportverein Jendouba Sports, welcher im Jahr 1922 gegründet wurde und in der 2. tunesischen Liga spielt (Stand Saison 2011/2012). Der Verein spielt im Stadion Municipal de Jendouba.

## Söhne und Töchter der Stadt
- Mahmoud Aslan, Schriftsteller
- Boubaker Ayadi, Schriftsteller
- Émile Brami, Schriftsteller
- René Riffaud (1898–2007), einer der letzten französischen Kriegsveteranen des Ersten Weltkriegs
- Salah Mejri (* 1986), Basketballspieler